# Zhang Ziyi
Zhang Ziyi (章子怡S, Zhāng ZǐyíP; Pechino, 9 febbraio 1979) è un'attrice e doppiatrice cinese, candidata a un Golden Globe, tre Premi BAFTA, uno Screen Actors Guild Award e vincitrice di un Nastro d'argento.

## Biografia
È nota per i suoi ruoli in La tigre e il dragone (2000), Hero (2002), La foresta dei pugnali volanti (2004) e Memorie di una geisha (2005). Stella della cinematografia orientale, il suo status può essere assimilato a quello di Gong Li, a cui la unisce un'amicizia e la particolare relazione con il grande regista Zhang Yimou. Nel corso della sua carriera ha ricevuto una candidatura ai Golden Globe, 3 ai Premi BAFTA e una agli Screen Actors Guild.

### L'infanzia
Zhang Ziyi è nata il 9 febbraio 1979, a Pechino. Suo padre lavorava come economista e sua madre era una maestra d'asilo. Dopo che alcuni amici di famiglia espressero la loro preoccupazione circa il suo aspetto debole e gracile, i genitori di Ziyi decisero di iscriverla ad un corso di danza e di ginnastica perché crescendo si irrobustisse. Così prima che Ziyi diventasse un'attrice, passò molti anni allenandosi nella danza tradizionale cinese, dapprima nella Casa dei bambini del distretto di Xuanwu e successivamente alla prestigiosa Accademia di Danza di Pechino. Ziyi divenne una campionessa nazionale vincendo il Performance Prize alla Taoli Cup National Youth Dance Competition nel 1994.

### La carriera da attrice
All'età di 15 anni comprese che non era nella danza che poteva dare il meglio di sé e decise quindi di dedicarsi alla recitazione iscrivendosi all'Accademia Centrale d'Arte Drammatica di Pechino. Fu a quell'età che recitò nel suo primo film, Xing xing dian deng (Touching Starlight o Starlight), prodotto con risorse limitate per la televisione cinese e poi pubblicato in Video CD senza sottotitoli in inglese, creati più tardi da alcuni fan di Zhang Ziyi e distribuiti su Internet.
Sposata e successivamente divorziata dal cantante Wang Feng, ha esordito al cinema in La strada verso casa (1999), diretto da Zhang Yimou, e da allora ha continuato a lavorare a ritmi vertiginosi. Nella sua già importante filmografia vale la pena citare l'apparizione in La tigre e il dragone (2000) e le prove in Hero (2002) e La foresta dei pugnali volanti (2004). Il suo talento e la sua bellezza l'hanno fatta approdare ad Hollywood, dove, dopo qualche comparsa in pellicole commerciali, è stata scelta come protagonista del blockbuster Memorie di una geisha (2005) di Rob Marshall. Nel 2014 appare come protagonista nel video Magic del gruppo Coldplay.

## Filmografia

### Attrice

#### Cinema
- La strada verso casa (Wo de fu qin mu qin), regia di Zhang Yimou (1999)
- La tigre e il dragone (Wo hu cang long), regia di Ang Lee (2000)
- Colpo grosso al Drago Rosso - Rush Hour 2 (Rush Hour 2), regia di Brett Ratner (2001)
- Shu shan zheng zhuan, regia di Tsui Hark (2001)
- Musa, regia di Kim Seong-soo (2001)
- Hero (Ying xiong), regia di Zhang Yimou (2002)
- Purple Butterfly, regia di Lou Ye (2003)
- Jopok manura 2: Dor-a-on jeonseol, regia di Jeong Heung-sun (2003)
- La foresta dei pugnali volanti (Shi mian mai fu), regia di Zhang Yimou (2004)
- 2046, regia di Wong Kar-wai (2004)
- Mo li hua kai, regia di Hou Yong (2004)
- Operetta tanuki goten, regia di Seijun Suzuki (2005)
- Memorie di una geisha (Memoirs of a Geisha), regia di Rob Marshall (2005)
- The Banquet (Ye yan), regia di Xiaogang Feng (2006)
- Forever Enthralled (Mei Lanfang), regia di Chen Kaige (2008)
- The Horsemen, regia di Jonas Åkerlund (2009)
- Sophie's Revenge, regia di Jin Yimeng (2009)
- Jian guo da ye, regia di Han Sanping e Huang Jianxin (2009)
- Love for Life, regia di Gu Changwei (2011)
- Dangerous Liaisons, regia di Hur Jin-ho (2012)
- The Grandmaster (Yut doi jung si), regia di Wong Kar-wai (2013)
- Better and Better, regia di Zhang Yibai (2013)
- My Lucky Star, regia di Dennie Gordon (2013)
- Wu Wen Xi Dong, regia di Fangfang Li (2013)
- The Cloverfield Paradox, regia di Julius Onah (2018)
- Godzilla II - King of the Monsters (Godzilla: King of the Monsters), regia di Michael Dougherty (2019)

#### Televisione
- Xing xing dian deng, regia di Sun Wenxue (1996), film TV
- The Rebel Princess (2021), serie TV

#### Videoclip musicali
- Magic, brano dei Coldplay tratto dall'album Ghost Stories (2014)[4]

### Doppiatrice
- TMNT, regia di Kevin Munroe (2007)

### Produttrice
- Sophie's Revenge, regia di Jin Yimeng (2009)

## Riconoscimenti
- Golden Globe
  - 2006 – Candidatura alla migliore attrice in un film drammatico per Memorie di una geisha
- Premio BAFTA
  - 2001 – Candidatura alla migliore attrice non protagonista per La tigre e il dragone
  - 2005 – Candidatura alla migliore attrice protagonista per La foresta dei pugnali volanti
  - 2006 – Candidatura alla migliore attrice protagonista per Memorie di una geisha
- Nastro d'argento
  - 2006 – Miglior attrice straniera per Memorie di una geisha
- Screen Actors Guild Award
  - 2006 – Candidatura alla miglior attrice straniera per Memorie di una geisha

## Doppiatrici italiane
Nelle versioni in italiano dei suoi film, Zhang Ziyi è doppiata da:
- Valentina Mari in La tigre e il dragone, La foresta dei pugnali volanti, Memorie di una geisha, The Horsemen, The Grandmaster
- Paola Majano ne La strada verso casa
- Ilaria Latini in Colpo grosso al drago rosso - Rush Hour 2
- Federica De Bortoli in Hero
- Monica Ward in 2046
- Jun Ichikawa in Godzilla II: King of the Monsters

Da doppiatrice è sostituita da:
- Perla Liberatori in TMNT